# Leirfjordgården
Leirfjordgården est une localité du comté de Nordland, en Norvège.

## Géographie
Administrativement, Leirfjordgården fait partie de la kommune de Sørfold.